# Santuario di Santa Maria delle Grazie (Alia)
Il Santuario di Santa Maria delle Grazie è un luogo di culto cattolico della diocesi di Cefalù, sede dell'omonima parrocchia e dello stesso santuario, situato nel centro storico della cittadina madonita di Alia nella città metropolitana di Palermo.
Costruito tra il 1630 e il 1639 per volere di Donna Francesca Cifuentes de Heredia e del figlio Giovan Battista Celestri, è santuario dal 1957. La chiesa è legata, dal 2009, da speciale vincolo spirituale con la Basilica di Santa Maria Maggiore in Roma.